# Rhinolophus trifoliatus
Rhinolophus trifoliatus (Temminck, 1834) è un Pipistrello della famiglia dei Rinolofidi diffuso nel Subcontinente indiano e nell'Ecozona orientale.

## Descrizione

### Dimensioni
Pipistrello di medie dimensioni, con la lunghezza della testa e del corpo tra 62 e 65 mm, la lunghezza dell'avambraccio tra 45 e 56 mm, la lunghezza della coda tra 30 e 35 mm, la lunghezza del piede di 13 mm, la lunghezza delle orecchie tra 22 e 27 mm e un peso fino a 20 g.

### Aspetto
La pelliccia è lunga, densa e arricciata. Le parti dorsali variano dal bruno-giallastro al grigio-brunastro mentre le parti ventrali sono grigio-brunastre chiare. Le orecchie sono gialle e di lunghezza media. La foglia nasale è gialla e presenta una lancetta molto lunga e leggermente stretta sotto la punta, un processo connettivo basso, una sella stretta con due linguette circolari sui lati della base. La porzione anteriore è larga. Il labbro inferiore ha un solco longitudinale profondo. Le membrane alari sono bruno-giallastre con i gomiti e il polso giallastri. La coda è lunga e si estende leggermente oltre l'ampio uropatagio il quale ha il margine esterno marcato di giallo. Il primo premolare superiore è piccolo e situato lungo la linea alveolare. 

### Ecolocazione
Emette ultrasuoni ad alto ciclo di lavoro con impulsi a frequenza costante di 50–54 kHz.

## Biologia

### Comportamento
Si rifugia singolarmente sotto le grandi foglie di alberi come la palma da cocco.

### Alimentazione
Si nutre di insetti.

### Riproduzione
Si riproduce una volta l'anno.

## Distribuzione e habitat
Questa specie è diffusa in India, Cina, nell'Indocina meridionale e in Indonesia fino al Borneo.
Vive nelle foreste umide primarie e secondarie fino a 1.800 metri di altitudine.

## Tassonomia
Sono state riconosciute 4 sottospecie:
- R.t.trifoliatus: Sumatra, Giava, Borneo;
- R.t.edax (Andersen, 1918): Stati indiani dell'Assam e West Bengal, provincia cinese del Guizhou, Myanmar e Thailandia meridionali, Penisola malese;
- R.t.niasensis (Andersen, 1906): Nias;
- R.t.solitarius (Andersen, 1905): Bangka, Belitung.

## Conservazione
La IUCN Red List, considerato il vasto areale e la popolazione presumibilmente numerosa, classifica R.trifoliatus come specie a rischio minimo (Least Concern)).